# Bzí (zámek)
Zámek Bzí leží ve vsi Bzí nedaleko Dolního Bukovska, kam také Bzí spadá jako část obce.
V současnosti[kdy?] zde probíhá rekonstrukce a je přístupný pouze při akcích pořádaných majiteli.

## Historie
1345 první písmená zmínka Petr z Rožmberka dostává Bzí od Karla IV. Polovina 16. století vymírá rod ze Bzí a panství dostávají Hozlauerové z Hozlau. Nastává období střídání majitelů
Během třicetileté války byla ves a panství velmi poškozeno. V letek 1651-1655 Jetřich z Gemmersheimu nechal zpustlé panství přestavět na barokní zámek a nechá také vystavět kapli sv. Floriána. Po Jetřichově smrti přechází sídlo do majetku Schwarzenbergů, konkrétně knížeti Janu Adolfu I. Ten rozšiřuje zahradu a přizpůsobuje panství k tomu, aby zde mohl pobývat s knížecí rodinou. Píše se rok 1754.
Dále zámek fungoval pro úředníky. Z počátku samostatně a posléze roku 1898 byl přičleněn k třeboňskému panství.
V roce 1939 zakoupila zámek p. Marie Spinková, která jej vlastnila do roku 1956. V roce 1963 byl areál zámku a přilehlé okolí zapsán jako chráněná památka.
Poté byl areál zámku a okolní budovy využíván k hospodářským účelům a nebylo o něj pečováno jako o památku.
Od roku 1978 zde sídlilo zemědělské družstvo Rozkvět. V roce 1990 byl zámek a areál vrácen v restituci. Potomci bývalých majitelů ho poté prodali a areál začal rychle střídat majitele. 
Byly zde snahy o záchranu památky, ale ne všechny byly provedeny s citem a ohledem na stav budov. To mělo za následek, že některé budovy samy spadly, jiné musely být zdemolovány. Od roku 2021 je majitelem firma LOXIA, která se snaží o obnovu památky. V současné době probíhá rekonstrukce hospodářských budov a přijde na řadu i Pivovarský rybník. 
Zámek a jeho okolí jsou známy z filmů Zlatí úhoři (1979) a Svatba upírů (1993).